# Sanger (Californië)
Sanger is een plaats, een zogenaamde city, in Fresno County in de Amerikaanse staat Californië. Bij de census van 2010 telde de plaats 24.270 inwoners en met een oppervlakte van 14,307 km² bedroeg de bevolkingsdichtheid 1.696 inwoners per vierkante kilometer.

## Geschiedenis
De plaats is gesticht in 1888 en in 1911 kreeg het een eigen bestuur. De naam Sanger werd eraan gegeven ter herinnering aan Joseph Sanger jr., secretaris en schatmeester van de Railroad Yardmasters of America, die in 1887 een bezoek bracht aan Californië.
Het treinstation van Sanger werd in 1887 gebouwd aan de Southern Pacific Railroad tussen Fresno en Porterville. Sanger ontwikkelde zich als een centrum voor het overscheppen van graan, citrusvruchten en hout uit de bergen in de omgeving. Toen het gebouw, dat het oudste van de plaats is, zijn functie verloor werd het overgedragen aan de Sanger Historical Society (het huidige Sanger Depot Museum).

## Geografie
Sanger bevindt zich op 36°42′15″ noorderbreedte en 119°33′32″ westerlengte in het midden van de San Joaquin Valley, een belangrijk agrarisch gebied in de staat. De plaats ligt zo'n 21 kilometer ten zuidoosten van de stad Fresno en net ten westen van de Kings en enkele zijrivieren op een hoogte van 113 m boven zeeniveau. De totale oppervlakte bedraagt ruim 14,3 km² wat allemaal land is.

### Plaatsen in de nabije omgeving
De onderstaande figuur toont nabijgelegen plaatsen in een straal van 16 km rond Sanger.

## Demografie

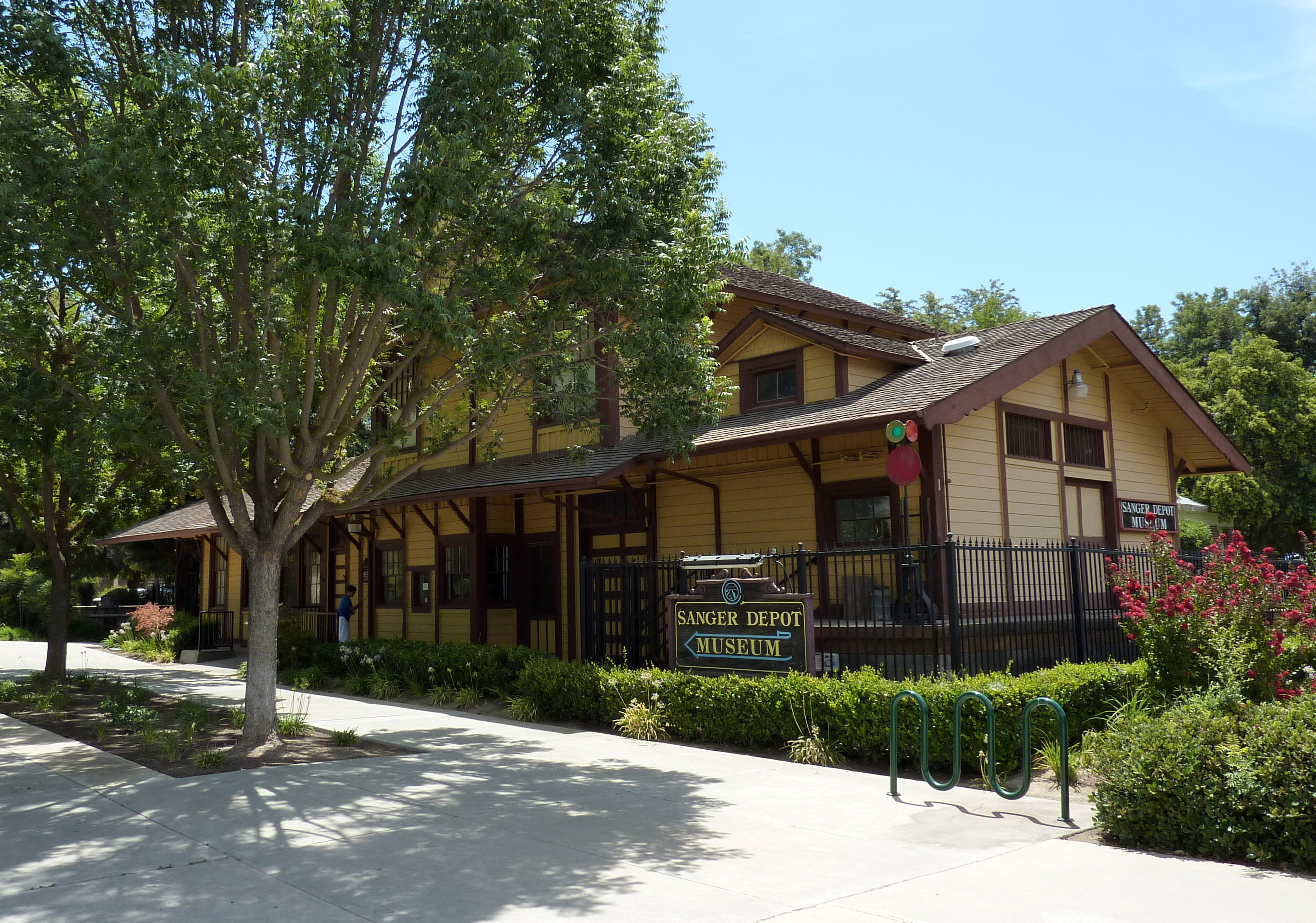
Het Sanger Depot Museum, het oude treinstation

Volgens de volkstelling van 2010 bedroeg het inwoneraantal in dat jaar 24.270, ten opzichte van 10 jaar eerder is dat een stijging van 28,2%, toen bestond de bevolking namelijk uit 18.931 personen. Van de 24.270 inwoners in 2010 was 59,6% blank, 0,9% zwart of Afro-Amerikaans, 1,3% inheems Amerikaans, 3,1% Aziatisch, 0,2% afkomstig van eilanden in de Grote Oceaan, 31,5% van een ander ras en 3,5% behoorden tot twee rassen. Ruim 80% is hispanic of latino, zij zijn geen apart ras en kunnen in principe tot elk van bovengenoemde rassen behoren.

## Geboren
- Francis Rogallo (1912 – 2009), luchtvaartontwerper